# Horneophytopsida
Las horneofitas (clase Horneophytopsida) son un grupo de plantas extintas ramificadas y sin hojas, que vivieron entre el Silúrico tardío y el Devónico temprano, hace aproximadamente 430 a 390 millones de años.
Anteriormente se agruparon en las riniofitas, sin embargo, se considera que este es un grupo que desarrolló ramificaciones a nivel del esporófito, por lo que esta evolución habría antecedido al desarrollo del verdadero tejido vascular (protraqueofitas).